# Grande Mosquée d'Alep
Pour la Grande Mosquée des Omeyyades de Damas, voir Grande Mosquée des Omeyyades.
La Grande Mosquée d'Alep (en arabe : جامع حلب الكبير, Jāmiʿ Ḥalab al-Kabīr) ou Mosquée omeyyade d'Alep (Masjid al-Umayyaẗ bi-Ḥalab) est la plus grande et la plus ancienne mosquée de la ville d'Alep dans le nord de la Syrie, commande du calife al-Walid Ier en 715. Elle est située dans la vieille ville. La mosquée est censée conserver les restes du père de Jean le Baptiste, Zacharie qui est mentionné dans le Coran comme étant un prophète de l'islam. 

## Architecture
La Grande Mosquée est construite autour d'une vaste cour attenant aux différents domaines de la mosquée, située derrière l'arcade à colonnades. La cour est connue pour ses dalles de pierre noire et blanche formée de motifs géométriques complexes. Elle contient deux fontaines d'ablution. Des arcades entourent la cour et donnent accès à la salle de prière.
La principale salle de prière, longue de 19 travées et profonde de 3 travées, contient les éléments essentiels de la mosquée : le sanctuaire de Zacharie, un minbar et une mihrab sculpté. À l'origine, cette grande salle de prière  avait un toit plat en bois avec un dôme au centre. Cette configuration se rapproche du type de plan de la mosquée omeyyade de Damas. Les mameloukes ont remplacé ce toit par un système complexe de voûtes croisées avec des arcs et un petit dôme sur les arcades.
Le minaret en pierre est certainement l’aspect le plus célèbre de la mosquée. Il est divisé en cinq niveaux de longueurs différentes séparés par des bandeaux d’inscription. On trouve au dernier niveau, une petite tour entourée d’un balcon en bois.

## Destructions et restaurations
Subissant de nombreuses destructions et reconstruction, il ne reste aujourd’hui rien de la mosquée d’origine. Les sources, toutefois rares et peu précises, suggèrent que la décoration de la mosquée se composait de revêtements en marbre et de mosaïques.
Les premières destructions ont lieu en 962 lors du sac byzantin d’Alep.
L’incendie de 1169, à la suite du sac de la ville, est particulièrement fatal à la grande mosquée puisqu’elle est entièrement rebâtie et agrandie par Nur al-Din. D’autres changements ont lieu par la suite et remplacent en grande partie l’œuvre de Nur al-Din. Sous les mongols la mosquée est à nouveau incendiée. Le sultan mamelouk al-Mansour Qalawun entame sa reconstruction qui s’achève en 1285.
Ainsi la mosquée actuelle date de la période mamelouke du XIIIe siècle. Le minaret, seule exception, est plus ancien et date de la période seldjoukide, plus précisément de 1090, comme indiqué sur le minaret lui-même,.
Le minbar en bois date du XVe siècle tandis que le Mihrab, plus ancien, est issu de la reconstruction mamelouke au XIIIe.
La mosquée a été sérieusement endommagée pendant la bataille d'Alep, à la mi-octobre 2012 et son minaret est détruit par des bombardements du 24 avril 2013.

## Galerie

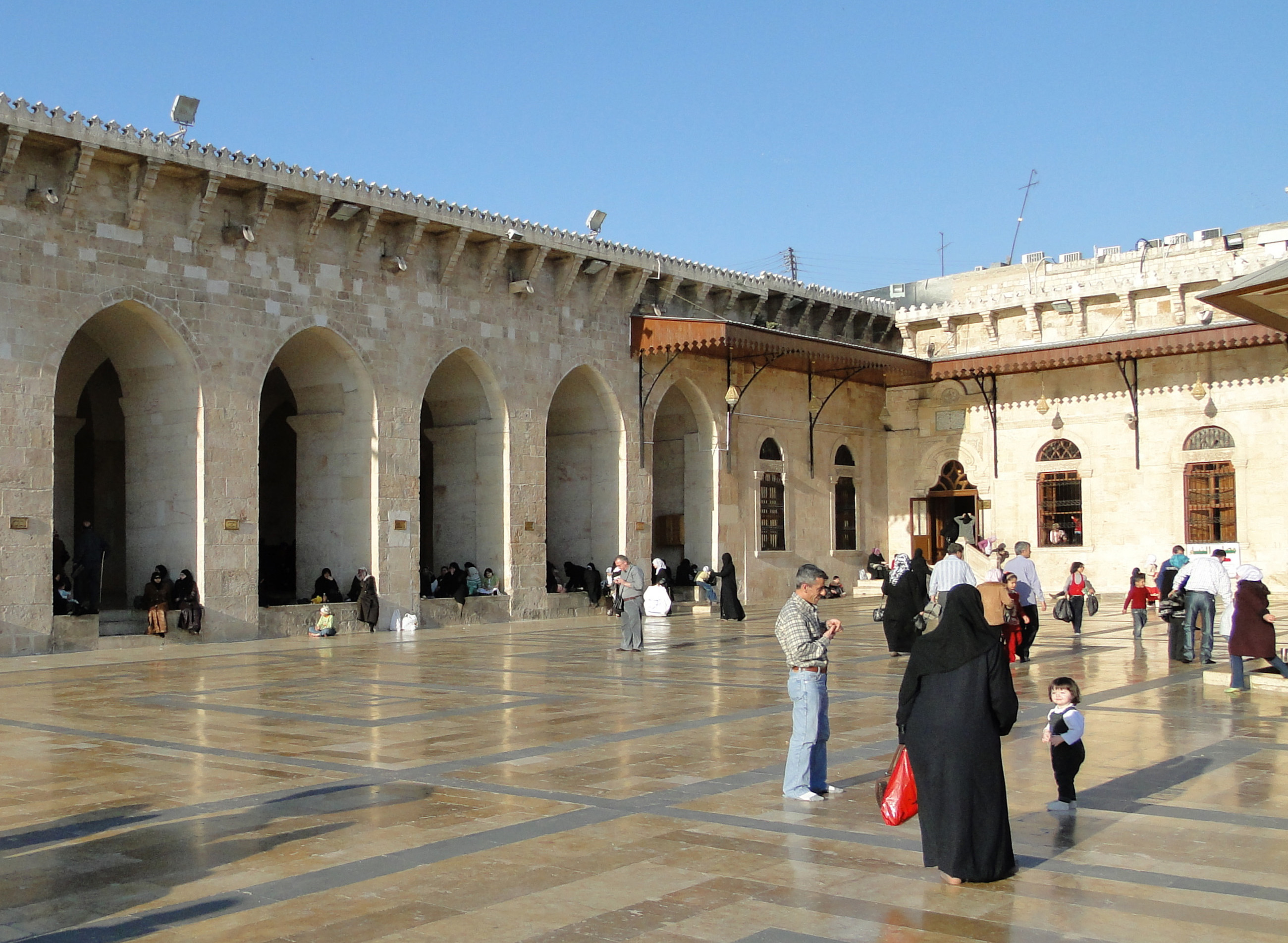
Cour intérieure de la Grande Mosquée
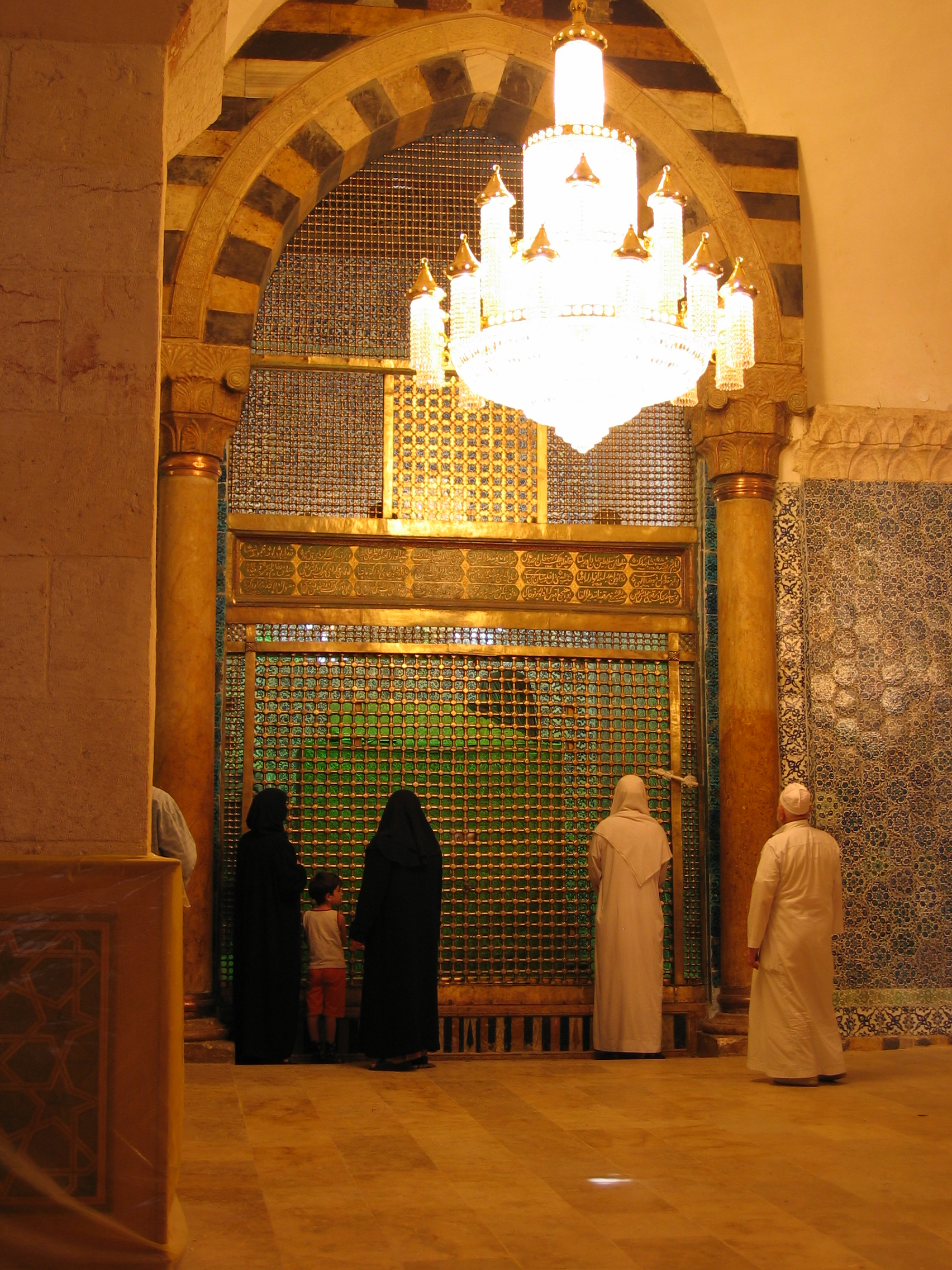
Le sanctuaire de Zacharie dans la mosquée
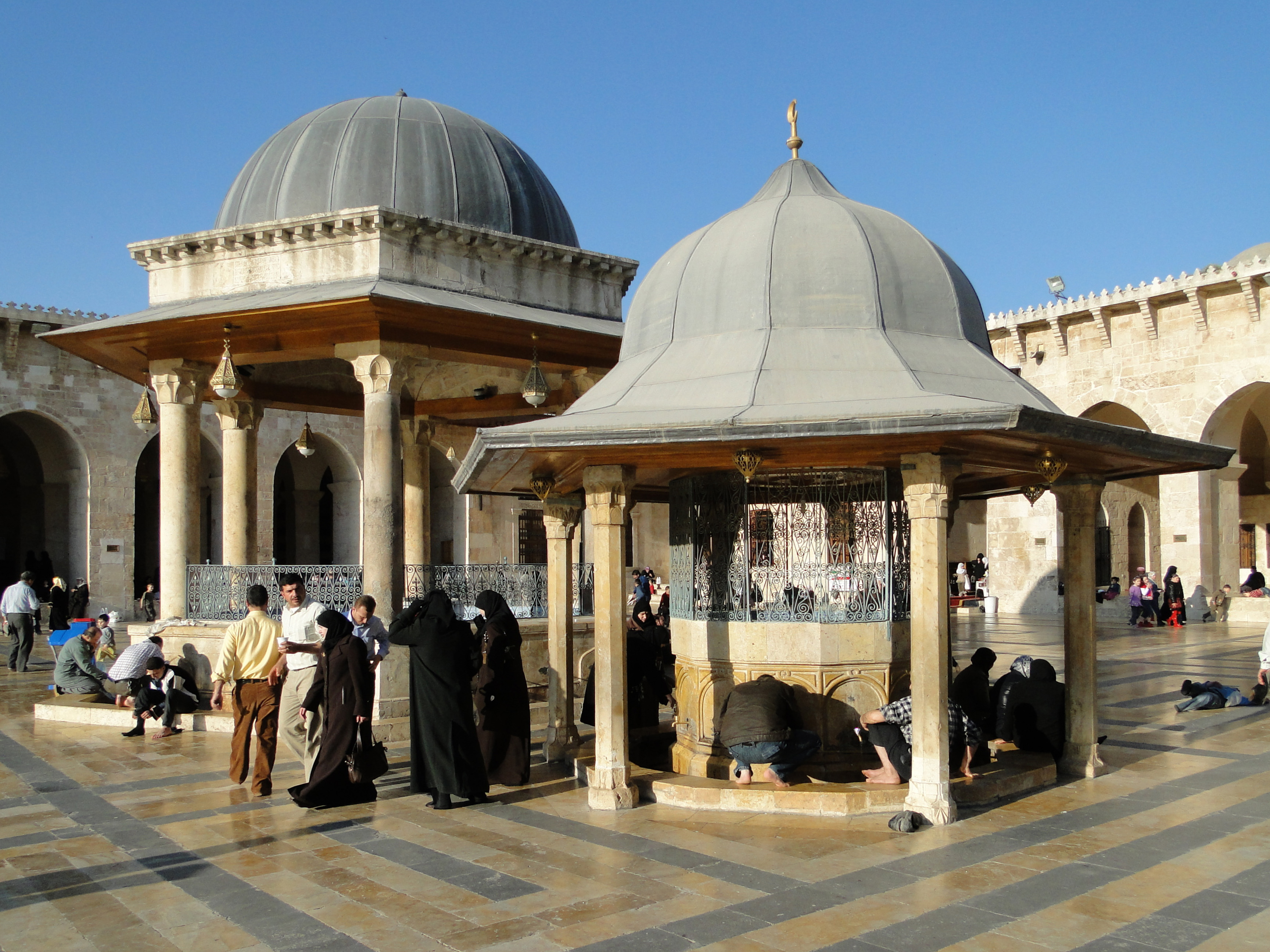
Fontaines d'ablution
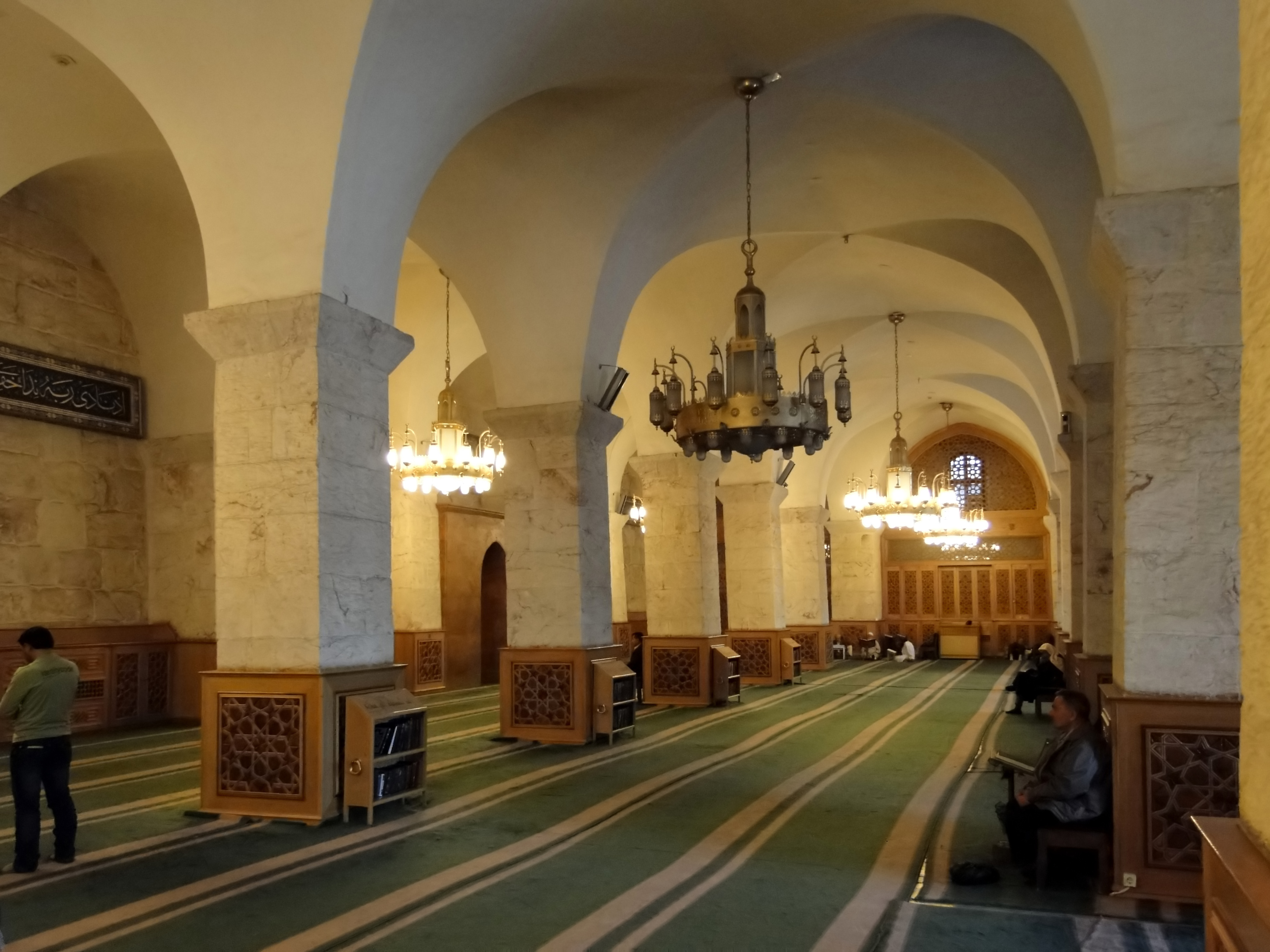
Vue de l'intérieur
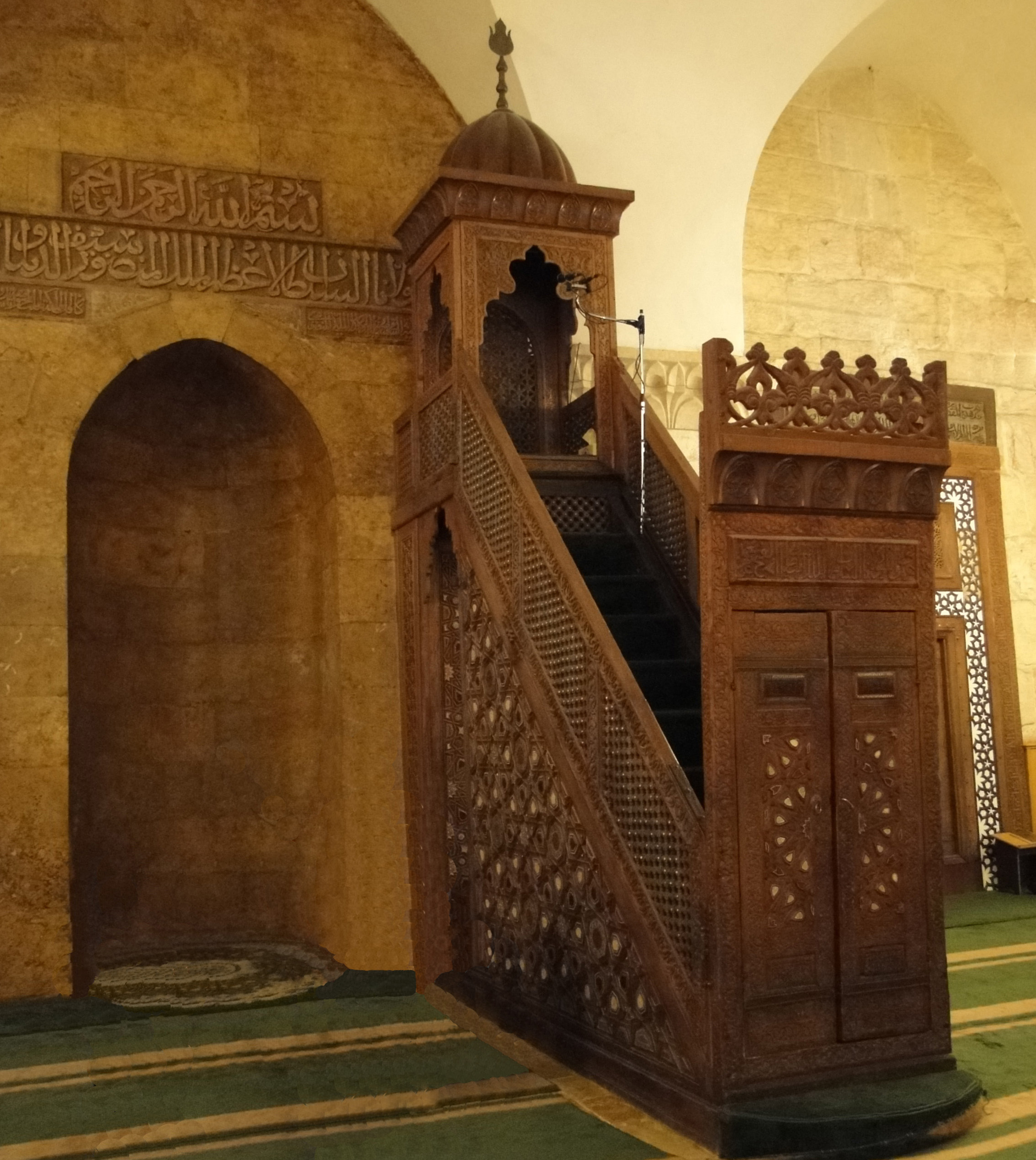
Mihrab et minbar de la mosquée
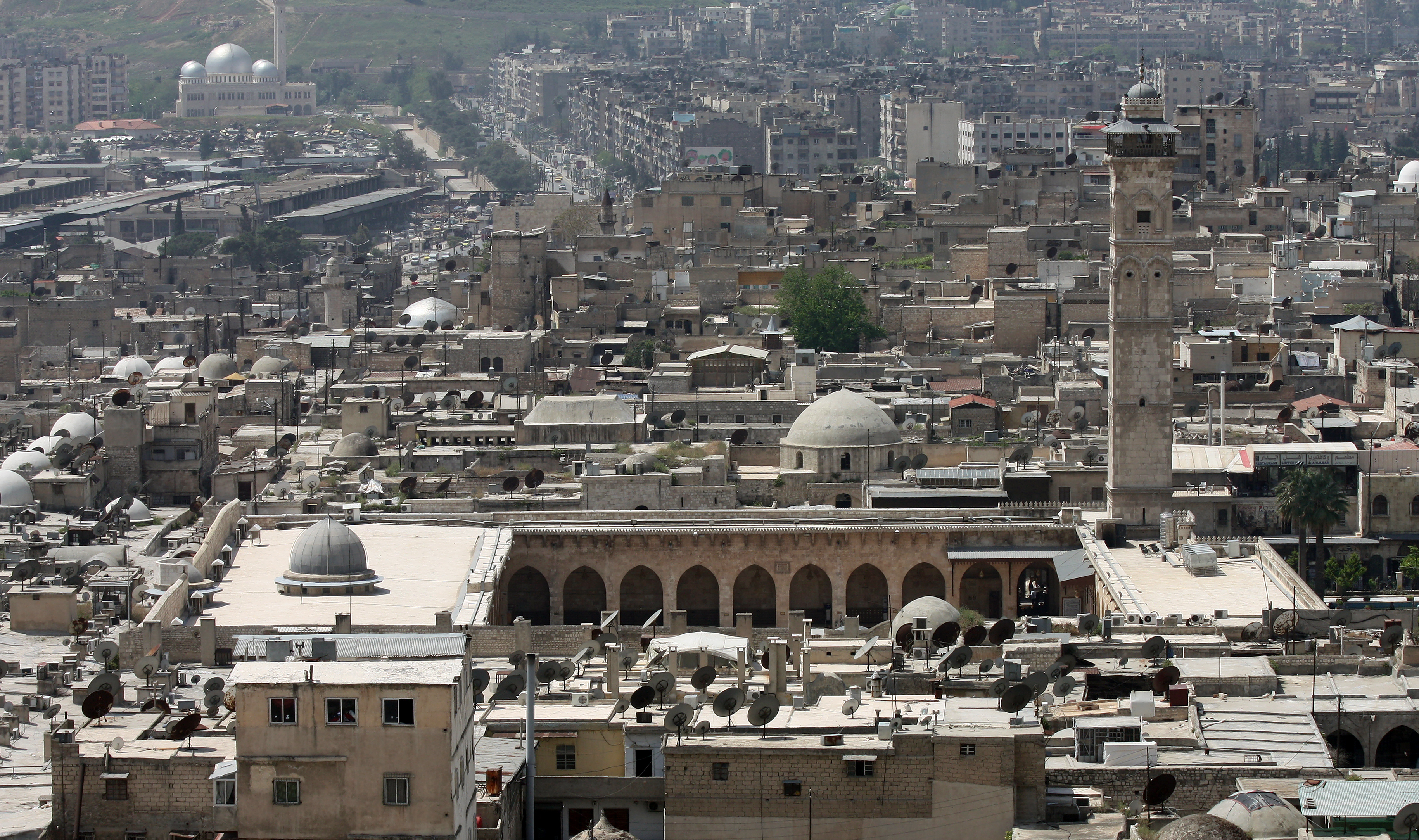
Vue depuis la citadelle

## Source
- (en) Cet article est partiellement ou en totalité issu de l’article de Wikipédia en anglais intitulé « Great Mosque of Aleppo » (voir la liste des auteurs).